# Instytut Ekonomii Rosyjskiej Akademii Nauk
Instytut Ekonomii Rosyjskiej Akademii Nauk – Instytut badawczy w Moskwie. Został założony w 1930 roku. Pierwszym dyrektorem został mianowany Władimir Milutin. Do 1991 roku organizacja nosiła nazwę Instytut Ekonomii Akademii Nauk ZSRR. Organem prasowym instytutu jest czasopismo naukowe "Woprosy Ekonomiki".
| Lata      | Dyrektor                             |
| --------- | ------------------------------------ |
| 1930–1936 | Władimir Milutin                     |
| 1936–1940 | Maksimilian Sawieljew                |
| 1940–1941 | Boris Markus                         |
| 1945–1947 | Pawieł Chromow                       |
| 1947–1953 | Konstantin Ostrowitianow             |
| 1953–1956 | член-корр. АН СССР Wasilij Djaczenko |
| 1956–1958 | Iwan Łaptiew                         |
| 1959–1965 | Kiriłł Płotnikow                     |
| 1965–1971 | Lew Gatowskij                        |
| 1971–1986 | Jewgienij Kapustin                   |
| 1986–2005 | Leonid Abałkin                       |
| 2005–2006 | Dmitrij Sorokin                      |
| 2006–2015 | Rusłan Grinbierg                     |
| 2015      | Michaił Gołownin                     |
| od 2016   | Jelena Lenczuk                       |